# Robert Baldwin Ross
Robert Baldwin Ross (ur. 25 maja 1869, zm. 5 października 1918) – brytyjski dziennikarz i krytyk literacki.
Był kochankiem, przyjacielem i wydawcą dzieł Oscara Wilde’a. W 1950 roku w grobowcu Wilde’a złożono prochy Rossa.